# Жовхан
Жовхан — река (ручей) на полуострове Камчатка в России. Протекает по территории Мильковского района Камчатского края. Длина реки — 13 км.
Начинается в болотах в урочище Пологий Увал. Течёт в северо-западном направлении по заболоченному урочищу Жовхан, в низовьях — через лес из берёзы и лиственницы. Впадает в реку Камчатка справа на расстоянии 429 км от её устья.
В левобережье реки расположен посёлок Таёжный.
По данным государственного водного реестра России относится к Анадыро-Колымскому бассейновому округу.
- Код водного объекта — 19070000112220000013984[3].